# Lijst van burgemeesters van Woensel
Dit is een lijst van burgemeesters van de voormalige Nederlandse gemeente Woensel en Eckart (ook wel Woensel) tot die gemeente in 1920 opging in de gemeente Eindhoven.
| Ambtsperiode | Naam burgemeester                          | Partij of stroming | Bijzonderheden                                       |
| ------------ | ------------------------------------------ | ------------------ | ---------------------------------------------------- |
| 18?? - 1834? | H. Sporenberg                              |                    |                                                      |
| 1835 - 1850? | Willem (W.) van den Briel                  |                    |                                                      |
| 1850 - 1871  | Leonardus Vlijmincx                        |                    |                                                      |
| 1871 - 1887  | Franciscus Carel Schutjes                  |                    |                                                      |
| 1887 - 1905  | Hendricus Johannes Vlijmincx               |                    | vader was van 1850 tot 1871 burgemeester van Woensel |
| 1905 - 1920  | Willem Matheus Theophilus Carolus de Vries |                    |                                                      |